# Cierra Burdick
Cassidie Cierra Burdick (Charlotte, 30 de setembro de 1993) é uma jogadora de basquete estadunidense.

## Carreira
Burdick se formou na David W. Butler High School em 2011. Ela foi uma das cinco finalistas do prêmio Naismith National High School Player of the Year em 2011. Burdick se formou na Universidade do Tennessee em 2015. Burdick foi nomeada portador da tocha da UT em 2015.
Burdick foi convocada pelo Los Angeles Sparks em 2015, mas foi cortada antes do início da temporada. Ela então assinou com o Atlanta Dream. Sua carreira inclui passagens pelo New York Liberty e pelo San Antonio Stars, antes que este último fosse vendido e transferido para se tornar o Las Vegas Aces. Em 31 de julho de 2020, Burdick assinou um contrato com os Aces para retomar sua carreira na WNBA.
Nos Jogos Olímpicos de Verão de 2024, em Paris, conquistou a medalha de bronze no torneio feminino do basquetebol 3x3, após vencer confronto contra a equipe canadense por 16–13 na disputa pelo terceiro lugar, ao lado de Dearica Hamby, Hailey Van Lith e Rhyne Howard.